# Тимишоара
Тимишо́ара (рум. Timișoara [timiˈʃo̯ara], название происходит от венг. Temesvár, Те́мешвар, нем. Temeswar, болг. Тимишоара, серб. Темишвар) — третий по величине город Румынии, исторический центр области Банат, административный центр жудеца Тимиш на западе страны. Население — 303,7 тыс. жителей (2011). Площадь — 130,5 км². Тимишоара является важным промышленным, торговым, образовательным, научным и культурным центром Румынии.

## Имя города
Название Тимишоара происходит от названия исторической области Венгерского королевства Темишкоз, на территории которой с 1718 году был основан Банат Тимишоары, а область и жудец — от реки Тимиш (румынское Timiș, латинское Tibisis), которая по территории города не протекает. Через город протекает только одна река — Бегей (Begej). Вар (Var) в переводе с венгерского означает замок. Созвучными именами Temišvar (Темишвар) и Тимишвар (Timišvár) пользуются сербы и (карашевцы) и банатские болгары, соответственно. Часть местных немцев именует город Темешбургом (Temeschburg), а мадьяризированные немцы — Темешваром.

## История
Около 1900 лет назад на месте Тимишоары был римский военный лагерь Тибискум (Tibiscum), хотя записей о нем не сохранилось.
Первые сведения о городе Темешвар историки находят в источниках XIII века, когда он был разорён татаро-монголами.
В XIV веке это была небольшая крепость посреди болот. Венгерский король Карл Роберт, посетивший эти края в 1307 году, повелел построить здесь дворец, а в XV веке город некоторое время служил резиденцией великого Яноша Хуньяди. Темешвар был первым городом Венгерского королевства, который получил собственный герб (1365): на нём был изображён дракон, возможно, символизировавший побеждённую богомильскую ересь.
В 1552 году Темешвар был взят турецкими войсками во главе с Ахмед-пашой. За 160 лет в качестве центра Темешварского эялета город претерпел сильное мусульманское влияние, здесь строились многочисленные мечети. После того, как Евгений Савойский отвоевал его у турок в 1716 году, Габсбурги планомерно уничтожили следы османского владычества, перестроив центр города в стиле барокко.
При распаде Австро-Венгрии в 1918 году Тимишоару пытались сделать столицей независимого Баната, его также хотели присоединить сербы, в ноябре 1918 город был занят сербскими войсками. Но в 1919 году город, хотя во всём Банате более половины населения составляли славяне, венгры и немцы, а румын было только 37 %, получил румынскую администрацию в соответствии с обещаниями, данными Антантой при вступлении Румынии в Первую мировую войну. В конце 1930-х здесь был возведён крупнейший православный храм Румынии — Тимишоарский собор. В 1920-х и особенно в 1930-х гг. в городе начала активно действовать пронацистская «Железная гвардия». В 1936 г. её члены взорвали бомбу в зале, где выступала еврейская театральная труппа; два человека погибли, многие получили ранения. После того, как в сентябре 1940 г. фактическим диктатором Румынии стал Йон Антонеску, ориентировавшийся на гитлеровскую Германию и санкционировавший создание гетто и массовые убийства евреев, власти конфисковали принадлежавшие евреям предприятия и магазины, а затем и собственность еврейской общины (включая недвижимость), ликвидировали все еврейские организации Тимишоары (но не Румынии в целом), мобилизовали многих мужчин в трудовые батальоны, согнали в Тимишоару евреев из окрестных населённых пунктов (в результате чего численность еврейского населения города возросла к 1942 г. до 11788 человек, а к 1947 г. — до 13600 человек). Но 19 января 1941 года, когда Железная гвардия организовала погромы по всей Румынии, в Тимишоаре погрома не было. В августе-сентябре 1942 года была проведена подготовка к депортации еврейского населения южной Трансильвании, в том числе евреев Тимишоары, в нацистские лагеря в оккупированной Польше. Но благодаря подкупу должностных лиц этого не произошло, Тимишоара стала единственным городом Румынии и оккупированной гитлеровцами и их союзниками Восточной Европы, где во время второй мировой войны не было массовых убийств и депортации евреев в лагеря уничтожения и даже концентрационные лагеря. Впрочем, в Румынии выжило наибольшее в Восточной Европе число евреев, так как, кроме евреев Бессарабии, Северной Буковины и Транснистрии, остальные евреи должны были быть уничтожены к 1946 году, а после поражения румынской армии под Сталинградом Антонеску пытался использовать оставшихся в живых евреев как заложников при неформальных сепаратных переговорах с западными союзниками через Джойнт и еврейские организации Румынии. Во время Второй мировой войны город подвергался сильным бомбардировкам Союзников.
16 декабря 1989 года с народного выступления в Тимишоаре, вызванного решением коммунистических властей о выселении пастора Ласло Тёкеша, началась революция. Был создан революционный комитет — Румынский демократический фронт (FDR) во главе с Лорином Фортуной и Сорином Опрей, обнародована декларация о падении диктатуры. Присоединиться к FDR безуспешно пытался даже первый секретарь регионального комитета РКП Раду Бэлан. Несколько дней спустя в Румынии был свергнут режим Николае Чаушеску.

## Население
| Год  | Численность | Численность |
| ---- | ----------- | ----------- |
| 1912 | 72 555      |             |
| 1930 | 91 451      |             |
| 1948 | 111 987     |             |
| 1956 | 142 257     |             |
| 1966 | 174 243     |             |
| 1975 | 213 000     | [ 4 ]       |
| 1977 | 266 353     |             |
| 1986 | 325 000     | [ 5 ]       |
| 1992 | 334 115     |             |
| 1997 | 332 000     | [ 6 ]       |
| 2002 | 317 953     |             |
| 2011 | 319 279     | [ 7 ]       |
| 2021 | 250 849     |             |

## Образование
В 1920 году в городе основана Политехническая школа, которая со временем получила статус института, а затем, в 1991 году, постановлением правительства Румынии получила новый статус и была переименована в Технический университет в Тимишоаре.

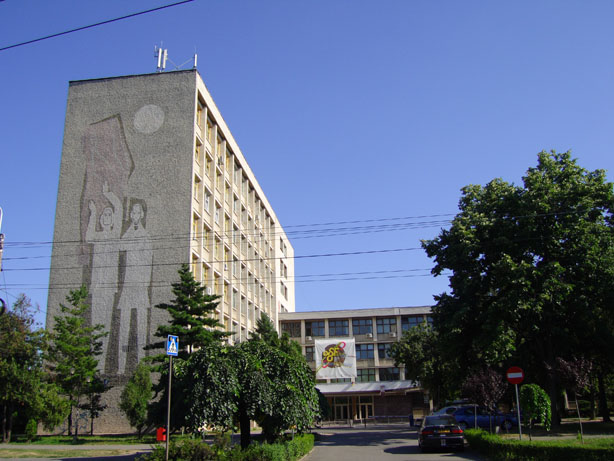
Западный университет Тимишоары

С 1962 года в городе действует Западный университет Тимишоары. Оба ВУЗа имеют статус научно-исследовательских центров и входят в пятёрку лучших университетов Румынии.

## Религия
Город является центром Тимишоарской архиепископии Румынской православной церкви и Тимишоарской епархии Сербской православной церкви.

## Транспорт

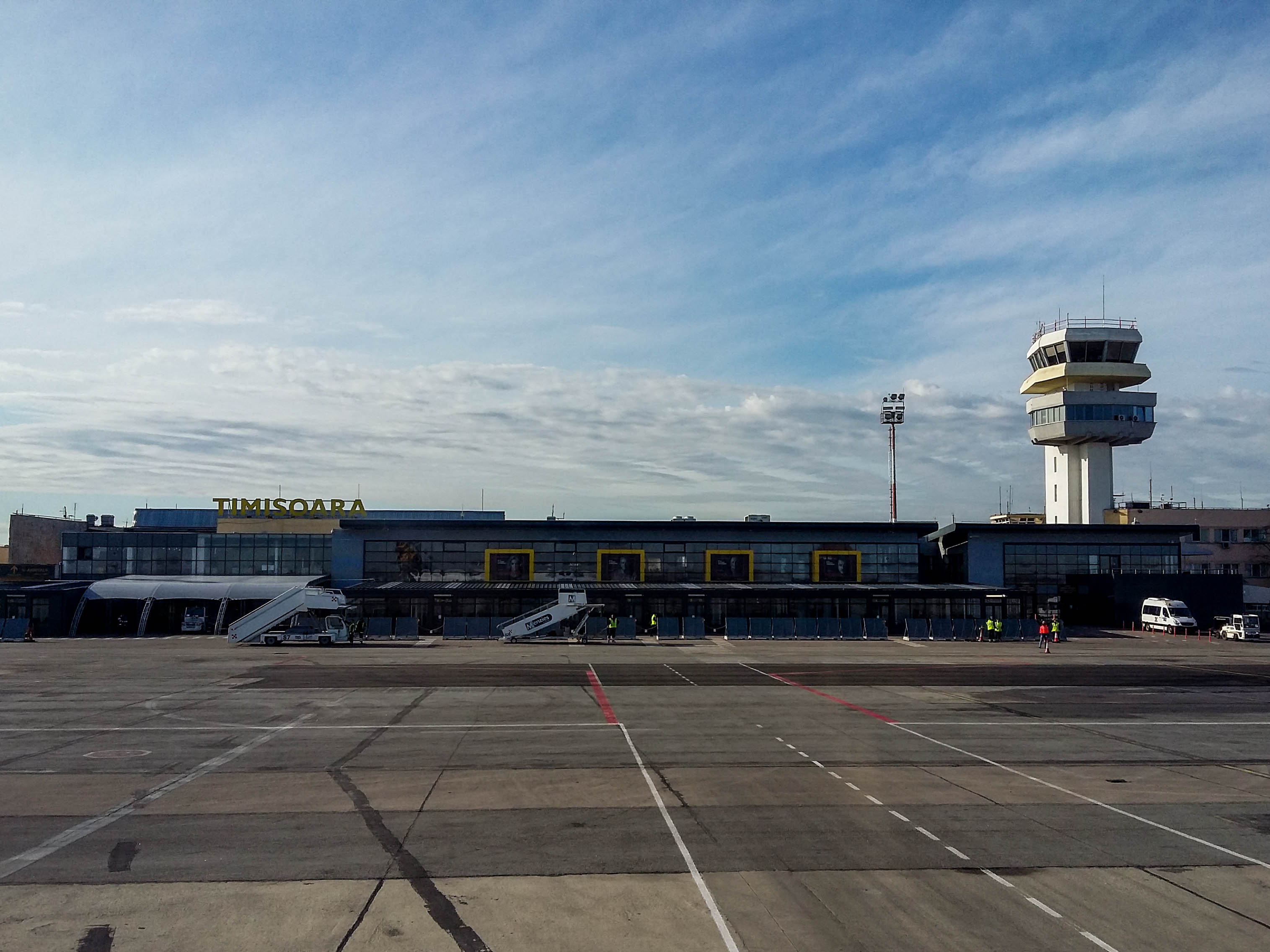
Тимишоара — аэропорт

Общественный транспорт города представлен 10 трамвайными, 8 троллейбусными и 20 автобусными линиями. В городе расположен третий по пассажирообороту аэропорт в стране.
Город является важным железнодорожным и транспортным центром и связан со всеми другими крупными городами Румынии.

## Архитектура и памятники
|              |  |                                       |  |                     |  |                       |  |
| Чумной столп |  | Площадь Победы с Тимишоарским собором |  | Старая часть города |  | Капитолийская волчица |  |

## Города-побратимы
Тимишоара является городом-побратимом следующих городов:
| - Грац, Австрия (1982, 2013) - Сассари, Италия - Фаэнца, Италия (1991) - Мюлуз, Франция (1991) - Канкун, Мексика - Карлсруэ, Германия (1997) - Рюэй-Мальмезон, Франция (1993) - Гера, Германия (1998) - Трухильо, Перу (2010) - Дананг, Вьетнам (2014) | - Сегед, Венгрия (1998) - Тревизо, Италия (2003) - Нови-Сад, Сербия (2005) - Палермо, Италия (2005) - Шэньчжэнь, КНР - Зренянин, Сербия - Ноттингем, Великобритания (2008) - Черновцы, Украина (2010) - Люблин, Польша (2016) |